# Битва при Завихосте
Битва при Завихосте (19 июня 1205 года) — сражение между войсками галицко-волынского князя Романа Мстиславича Великого с одной стороны и войсками краковского князя Лешка Белого и Конрада Мазовецкого с другой. 
Стало главным сражением в ходе похода Романа Мстиславича в Малую Польшу в 1205 году. После успешного начала похода, галицко-волынский князь остановился у города Завихоста, ожидая переговоров с польскими князьями, однако те напали на него и в ожесточённом сражении убили самого князя и его «малую дружину». После гибели Романа в Галицко-Волынском княжестве началась ожесточённая политическая борьба, в которой принимали участие многие русские князья и бояре, а также венгерские и польские правители. Эта борьба, длившаяся до 1245 года, завершилась с окончательным утверждением на престоле сына Романа, Даниила Романовича.

## Истоки борьбы
Спор вокруг приграничных русско-польских земель начался ещё в X веке. Эти земли периодически переходили от Малой (Краковской) Польши к Киевской Руси и наоборот. Земли вокруг Перемышля, Санка, Дорогичина и Владимира Волынского постоянно подвергались атакам поляков с запада и южнорусских князей с востока. Однако отношения между русскими и польскими князьями, связанными близким родством, при наличии общих интересов часто становились союзными. Так, например, в 1195 году Лешек Белый при помощи своего двоюродного брата Романа Мстиславича сумел отразить притязания на Краков великопольского князя Мешко Старого в битве на реке Мозгаве. В благодарность за это в 1199 году Лешек  помог Роману Мстиславичу захватить галицкий стол. 
Объединив под своей властью всю Галицкую землю и Западную Волынь, Роман Мстиславич боролся за контроль над Киевом, успешно воевал с половцами и в 1205 году разорвал союз с Лешком. Известно, что поссорил Романа Мстиславича и Лешка их общий двоюродный брат, великопольский князь Владислав III Тонконогий. Подробности этой истории по ранним источникам неизвестны.

## В историографии
Польские источники подробно описывают сражение как грандиозное событие. Между тем, вслед за Лаврентьевской летописью историки (начиная с Карамзина Н. М. и Соловьёва С. М.) отмечают, что Роман отъехал от войска с малой дружиной, а Соловьёв С. М. и Рыбаков Б. А. уточняют, что отъехал он на охоту, причём если Карамзин Н. М. использует слово «битва» (пал в неравной битве), то Соловьёв С. М. говорит о нападении из засады, а Рыбаков Б. А. о том, что Роман был «убит».
Согласно исследованию Майорова А. В., гибель Романа в Польше могла иметь место во время похода в Саксонию против Оттона Брауншвейгского в поддержку Филиппа Швабского в их борьбе за власть в Священной Римской империи после смерти Генриха VI (1197).

## В изложении Яна Длугоша

### Предпосылки

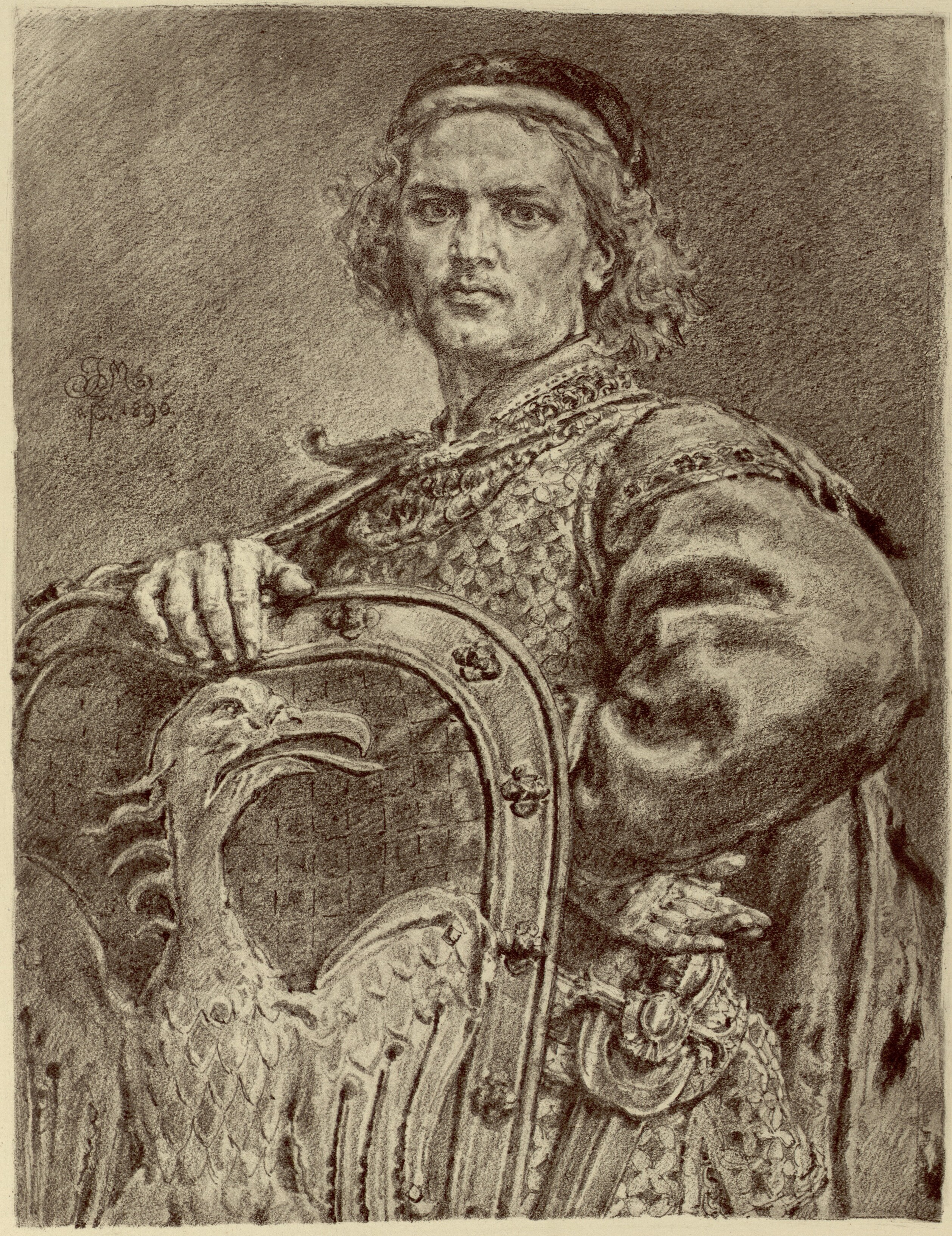
Лешек Белый
Картина Яна Матейко

Историк XV в. Ян Длугош так описывает мотивы Романа (возможно, основываясь исключительно на собственных домыслах): «Есть несколько причин для его действия: огромное богатство, отобранное у Руси, в те годы, когда страна почти целиком была завоёвана; плохая организация войск, конницы и пехоты, в некоторых польских княжествах; ссора польских магнатов и, наконец, незрелость [относительно их возраста] князей Лешка и Конрада. Также причиной мог быть резкий ответ, данный его послам, когда он попросил всю Люблинскую землю и компенсацию за потери и затраты, которые он понёс в битве на Мозгаве, но ему было сказано, что оставив поле сражения, он ни на что не имел права».
В начале весны Роман вторгся в Люблинскую землю и стал осаждать город. Польский гарнизон был успешнее войска Романа Мстиславича, и русских удалось отбить, но они нанесли большой вред местному населению, учинили в городе погром, захватили жён люблинских рыцарей. Лешек, узнав об этом, стал набирать новое сильное войско из рыцарей и крестьян в Сандомире, Мазовии и Куявии. Это войско было подкреплено отрядами добровольцев из Кракова. Когда Роман узнал о надвигающейся на него польской силе, он снял с Люблина осаду и стал продвигаться глубже в Польшу, грабя города и деревни и угрожая людям запретом латинских обрядов. Некоторые епископы и дворяне пошли на сближение с Романом и просили у него мира, обещав заплатить необходимую компенсацию. Роман принял их предложение и покинул их землю, но продолжил войну. К тому же, Роман захватил с собой нескольких священников в надежде, что те укажут ему, где находится лагерь Лешка Белого. В начале июня Роман, ожидая мирных переговоров с Лешком Белым, занял город Завихост. Так как эта кампания успешнее проходила для Романа, именно он мог рассчитывать на то, что будет ставить условия.

### Битва
Детальное описание сражения приводит польский историк Ян Длугош. Согласно его сведениям, Роман переправил своё войско через Вислу и занял город. Он был настолько уверен в своих силах, что не поверил и даже рассмеялся, когда разведчики сообщили ему о выступлении поляков. 19 июня князья Лешек и Конрад прибыли с войсками к городу, после чего Роман вступил в сражение.
Обе армии предприняли несколько атак, Роман не мог выстроить передовую линию войска из-за непрекращающегося обстрела. Сами князья, в отличие от Романа, не принимали участие в бою, а находились в отдалении, ожидая окончания основного сражения. Длугош подтверждает сведения о большой численности галицко-волынского войска, говоря, что Роман смог легко заменить павших после того, как поляки разбили первую линию русского войска. Тем не менее, поляки всё же постепенно перехватывают инициативу, окружая галицкие войска. Роман Мстиславич пытался вырваться из окружения, но был тяжело ранен, едва сумев доскакать до берега реки, где также потерял лошадь. С помощью другой лошади, принадлежавшей одному из солдат, он переправился на противоположный берег реки, где к тому времени уже находилось несколько покинувших сражение русских воинов. Там, на другом берегу, по словам Длугоша «мысль о том, что он окружён поляками и будет взят в их войско в качестве простого воина, сразила его».
Потеряв полководца, русские войска побежали с места сражения. Часть воинов была оттеснена к берегу, однако земля, по данным все того же Длугоша, не выдержала их веса, и русские воины начали падать в реку.
Другие источники упоминают о том же самом развитии событий. Например Суздальская летопись Лаврентьевского списка упоминает, что «Роман Галицкий взял поляков и завоевал города. И остановился в реке Висле с его маленькой дружиной. Поляки тогда напали и убили его и дружину. И галицкие люди приехали, взяли своего мёртвого князя и несли его к Галичу и похоронили его в церкви».
Согласно более поздней «Великой Польской Хронике»: «В это время Роман, часто упоминавшийся, могущественнейший князь русских, отказался платить дань князю Лешке, смело противостоял его власти и, собрав большое войско, с сильным отрядом неожиданно вторгся в пределы Польши. Когда это узнал Лешек, он, тотчас собрав небольшой отряд воинов, поспешил к нему навстречу в Завихост, обрушился на него, захватил и победил. Русские, которые сначала пришли самонадеянно, были многие ранены, очень многие вместе с князем Романом убиты, остальные, увидев [это], стали искать спасения в бегстве, причём многие жалким образом окончили свою жизнь в реке Висле. Так, Роман, забыв о бесчисленных благодеяниях, оказанных ему Казимиром и его сыном Лешком, осмелился напасть на своих братьев, [но], получив удар мечом, испустил дух на поле боя. И было это в году от Р. X. 1205.»
Многие из русских воинов утонули, ещё больше умерло от рук местного населения, поскольку поляки преследовали русских до самого Владимира-Волынского. Некоторые были зарезаны по приказу Лешка и Конрада. Согласно хронике Длугоша, Роман был похоронен в Сандомире, а после подписания мирного договора русские выплатили полякам большую сумму за освобождение пленных воинов и возвращение тела Романа, которого позже похоронили во Владимире. Согласно Лаврентьевской летописи, передающей летописный свод 1305 года, Роман был похоронен в Галиче, в церкви Успения Богородицы.

### Итоги
После победы Лешека Белого, он приобрёл положительную репутацию в Польше, получил популярность в Кракове, которая вернула ему расположение города и власть в нём на некоторое время. Конрад, достигнув совершеннолетия, потребовал себе удел и участия во власти, и страна стала находиться под властью обоих братьев.